# Квинт Поппей Секунд
Квинт Поппе́й Секу́нд (лат. Quintus Poppaeus Secundus; умер после 9 года, Римская империя) — политический деятель эпохи ранней Римской империи, занимавший в 9 году должность консула-суффекта. Мог приходиться братом ординарному консулу 9 года Гаю Поппею Сабину.

## Биография

### Происхождение ивоенно-политическая карьера
Известно, что род Поппея Секунда происходил из Интерамны в Этрурии, а его отец и дед носили один и тот же преномен — Квинт. Исходя из этого обстоятельства, в современной историографии предполагается, что ординарный консул 9 года Гай Поппей Сабин мог приходиться Квинту младшим либо сводным братом. 
В 9 году Квинт Поппей Секунд занимал должность консула-суффекта совместно с Марком Папием Мутилом: в их консульство был принят закон Папия—Поппея, направленный на укрепление брака и ужесточавший штрафы за безбрачие. Фактически, автором этого закона был император, Октавиан Август. При этом сам Квинт, вероятно, не был женат. Больше о нём ничего неизвестно.

## Примечание
1. ↑  Предположительная генеалогия Поппеев Архивная копия от 4 июня 2020 на Wayback Machine.